# Gwary meklemburskie
Gwary meklemburskie – wymarły zespół gwar słowiańskich, używanych w średniowieczu na obszarze dzisiejszej Meklemburgii. Należały do grupy zachodniolechickiej i były częścią lechickiego kontinuum dialektalnego. Nigdy nie wytworzyły języka literackiego, nie zachowały się też ciągłe teksty i przez to głównym źródłem wiedzy o nich są zapisane w kronikach niemieckich toponimy i nazwy osobowe.

## Cechy fonetyczne
Odnośnie do słowiańskich dialektów plemion zamieszkujących Meklemburgię nie zachowały się żadne źródła pisane poza toponimami. Na podstawie nazw miejscowych Maria Jeżowa zrekonstruowała podstawowe cechy fonetyczne narzeczy plemion meklemburskich. W pierwszej kolejności miały one właściwości grupy lechickiej:
1. Prasłowiańska grupa *TorT rozwinęła się z reguły w TarT, z rzadka zaświadczone jest także TroT.
2. Nosówki zachowały się.
3. Przed spółgłoską przedniojęzykowo-zębową zaszła dyspalatalizacja ě w a, ę w ǫ, ŕ̥  w ar.  Nieregularność, gdy idzie o zmianę ě na a, tj. częsty jej brak po spółgłosce wargowej, ma swój odpowiednik w niektórych gwarach polskich (Mazowsze).
4. Zachowanie g.
5. ʒ < dj utrzymało się. Brak pewnych przykładów na wyniki II i III palatalizacji g[1].

Z cech środkowolechickich, tj. charakterystycznych dla Pomorza i północnej Polski (według Zdzisława Stiebera):
1. Tendencja do zwężenia artykulacji ę > į.
2. Zmiana nagłosowego ra- w re- (tendencja obecna również w drzewiańskim).
3. Zmiana nagłosowego ja- w je-.
4. Być może także zanik w przyrostkach *-ъkъ, *-ьcь obu jerów[2].

Z pozostałych właściwości:
1. Rozwój prasł. grupy *TorT pokrywa się tu ze stanem drzewiańskim: przewaga typu TarT.
2. Rozwój prasł. grupy *TolT, która w dialektach wschodniolechickich dawała zawsze TloT, a w dialekcie drzewiańskim wykazuje postać TlåT: nie był na tych terenach całkiem jednolity. Na południowym zachodzie pojawiają się czasem nazwy miejscowe zapisywane jako TlaT – bliższe powiązanie tamtejszych dialektów z dialektem drzewiańskim, sąsiadującym z nimi przez Łabę. Pierwotny rozwój TołT był na całym obszarze – łącznie z drzewiańskim – jednolity w postaci TloT.
3. Rozwój prasł. grupy *TelT, która na zachodzie zmieszała się z *TolT we wspólnej kontynuacji TloT, a w gwarach południowopolskich uległa w zasadzie tylko przestawce – brak wystarczających danych (materiał dostarcza tylko jednego przykładu w postaci zapisu Slemmyn < *selmenь; zapis wskazuje na kontynuację odrębną od TolT, ale grupa znajdowała się przed sylabą z samogłoską przednią).
4. Rozwój kontynuantów *ĺ̥, *l̥ jest zachodni (drzewiański), ponieważ oba dźwięki uległy zmieszaniu w postaci ol.
5. Zanik jerów słabych we wszystkich sylabach, także i w początkowej (rozwój wschodniolechicki).
6. *e > e ~ i (ścierające się tendencje wschodnio- i zachodniolechickie).
7. Nagłosowe grupy *o-, *vo- uległy tu zmieszaniu na sposób drzewiański w postaci vo, ale drzewiańska zmiana vo- (< *o, *vo-) w vi- przed spółgłoską palatalną ograniczyła się do dwu tylko rdzeni *orьl-, *olьš- i w tej zleksykalizowanej postaci występuje na całym obszarze. Drzewiańskiego rozwoju vo- (< *o, *vo-) w vå przed spółgłoską twardą zapisy nie zaświadczają.
8. Samogłoski nosowe (tzn. ę i ǫ < *ǫ, *ę + spółgłoska przedniojęzykowo-zębowa) nie rozwinęły się dalej ani w kierunku drzewiańskim, gdzie nastąpiło ogólne cofnięcie się ich artykulacji ku tyłowi, ani też nie zmieszały się ze sobą tak, jak to zaszło w dialektach polskich i częściowo w kaszubszczyźnie. Przy tym artykulacja samogłoski nosowej *ǫ została przesunięta ku przodowi: *ǫ > ą[3].
9. Kontynuant *y utrzymał swoją monoftongiczną wymowę w każdej pozycji – najprawdopodobniej także i po spółgłosce wargowej.
10. Polsko-kaszubska zmiana ť, ď, ŕ na ć, ʒ́, ř nie została przeprowadzona[4].

Ogólnie biorąc, dialekty meklemburskie miały cechy znane tak dialektowi drzewiańskiemu, jak i dialektom północnopolskim i kaszubskim.

## Słownictwo
Obok licznych nazw własnych, których interpretacja nastręcza niekiedy wielu trudności, bezpośrednio została utrwalona także pewna ilość innych wyrażeń języka słowiańskiej ludności Meklemburgii. Należą do nich:
- biskopownica (Biskopowniza) – coroczna danina na rzecz biskupa, która wynosiła 3 korce pszenicy lub żyta, motek lnu, kurę i 12 denarów od pługa[5][6],
- korec (kuriz) – korzec, jednostka objętości[7],
- kunowe (Chunowe) – nazwa podatku płaconego biskupowi w skórkach kunich [8],
- wojewodnica (Wogiwotniza) – danina o nieznanej wysokości płaconej do skarbu książęcego[7][9].